# Pteroplatus gracilis
Pteroplatus gracilis är en skalbaggsart som beskrevs av Jean Baptiste Lucien Buquet 1840. Pteroplatus gracilis ingår i släktet Pteroplatus och familjen långhorningar. Inga underarter finns listade i Catalogue of Life.